# آرامگاه دختر
مقبره دختر مربوط به سده‌های میانه دوران‌های تاریخی پس از اسلام است و در شهرستان زهک، بخش جزینک، دهستان جزینک، ۳۷۰ متری جنوب غرب روستای قلعه نو واقع شده و این اثر در تاریخ ۲۷ اسفند ۱۳۸۷ با شمارهٔ ثبت ۲۶۵۱۳ به‌عنوان یکی از آثار ملی ایران به ثبت رسیده‌است.